# Albert Heremans
Albert Heremans (13 de abril de 1906 - 15 de dezembro de 1997) é um ex-futebolista belga que competiu na Copa do Mundo FIFA de 1934.